# Robert Johnson
Pour les articles homonymes, voir Robert Johnson (homonymie) et Johnson.
Robert Leroy Johnson, né le 8 mai 1911 à Hazlehurst, Mississippi, et mort le 16 août 1938 à Greenwood, Mississippi, est un guitariste et chanteur de blues américain, l'un des artistes les plus influents de l'histoire de cette musique. 
Bien qu'il n'ait commencé à enregistrer des disques que deux ans seulement avant sa mort, Robert Johnson est devenu une légende et une grande source d'inspiration pour des artistes comme Jimi Hendrix, Jimmy Page, Bob Dylan, Brian Jones, Keith Richards ou encore Eric Clapton. En 2003, le magazine Rolling Stone l'a classé cinquième meilleur guitariste de tous les temps, et est premier cité dans les 40 artistes de la Musique Noire de 2017.

## Biographie

### Son enfance

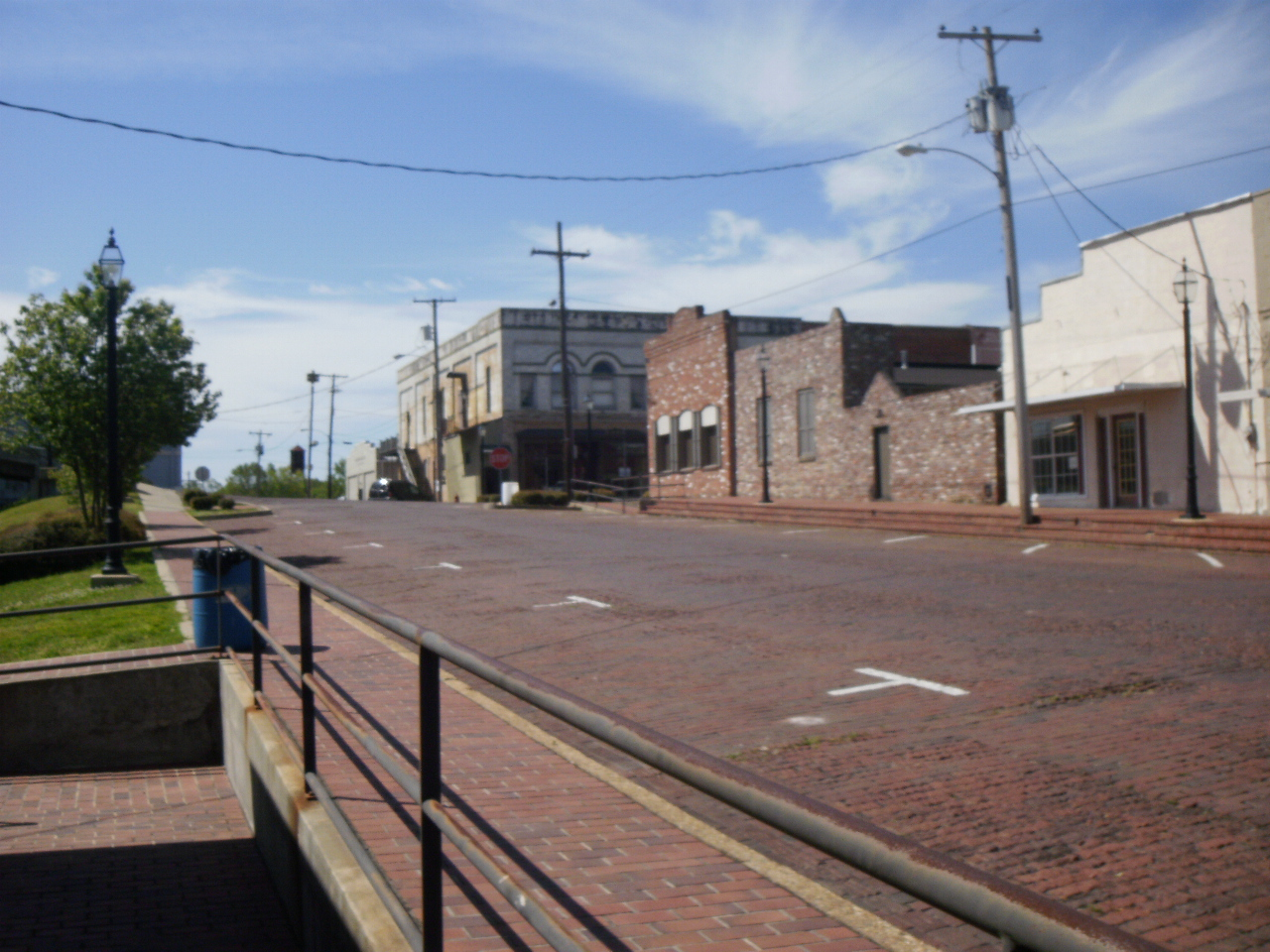
Rue de Hazlehurst dans le Mississippi.

Robert Leroy Johnson est né dans l'état du Mississippi, dans le village de Hazelhurst de Julia Dodds et de Noah Johnson. Sa date de naissance est estimée au 8 mai 1911, sans certitude.
Alors qu'il n'est encore qu'un nourrisson, sa mère quitte son père avec lui et Bessie, son autre enfant, et ils vivent sur la route, elle travaillant comme ouvrière agricole pendant plusieurs saisons avant de s'établir à Memphis chez un certain Charles Spencer. Spencer vit alors avec sa femme et sa maîtresse et les enfants de chacune d'entre elles. Bien qu'aucune tension n'ait été relatée entre les deux femmes, la mère de Robert quitte la maison des Spencer sans ses enfants. Robert vit chez Charles Spencer jusqu'en 1918, année pendant laquelle le caractère obstiné de l'enfant le convainc de faire en sorte de le remettre à sa mère, Julia Dodds.
Robert, à qui on a donné jusque-là le nom de Spencer, est donc envoyé à l'âge d'environ 7 ans à Robinsonville, (aujourd'hui Tunica Resorts) une communauté cotonnière du nord du Mississippi au bord du fleuve et à 20 miles au sud de Memphis, rejoindre sa mère qui a épousé un certain Willie « Dusty » Willis en octobre 1916. Il passe la fin de son enfance avec eux. Au début de l'adolescence, il apprend l'identité de son véritable père et commence à être appelé Johnson ; on continue cependant à utiliser le nom de Spencer jusqu'au milieu des années 1920, notamment à l'école, qu'il quitte rapidement à cause de problèmes de vue. Robert s'intéresse à la musique. Il essaye la guimbarde mais l'abandonne rapidement au profit de l'harmonica, qui devient son instrument de prédilection.

### Ses débuts
À la fin des années 1920, donc vers l'âge de 18 ans il se met à la guitare et se confectionne un support pour harmonica pour pouvoir jouer des deux instruments simultanément. La chanson de Leroy Carr, How Long-How Long Blues, semble être une de celles sur lesquelles il préfère s'exercer à l'époque. Il fait ses débuts de musicien sur place, à Robinsonville et y reçoit l'aide des bluesmen Willie Brown et de Charley Patton notamment.
Malgré sa passion pour la musique, Robert Leroy Johnson se considère comme un paysan et lorsqu'il épouse, en février 1929, Virginia Travis à Penton non loin de Robinsonville, ils s'installent dans une maison avec Bessie, la sœur aînée de Robert, et le mari de celle-ci sur la plantation de Kline à l'est de Robinsonville.
Virginia tombe enceinte durant l'été 1929 mais elle meurt, à 16 ans, avec leur enfant lors de l'accouchement en avril 1930.

### Le pacte avec le diable
Robert Leroy Johnson rencontre le guitariste de blues Son House, pour la première fois en 1931 à Robinsonville. Celui-ci se moque de son jeu (« tu ne sais pas jouer de la guitare, tu fais fuir les gens ») et lui conseille d'abandonner la guitare pour se consacrer à l'harmonica. Peu de temps après cet affront, Robert quitte Robinsonville pour revenir à sa ville natale de Hazlehurst, où il espère retrouver la trace de son véritable père.
À Hazlehurst, Robert est pris en main par le bluesman Ike Zimmerman qui devient son mentor. Très beau garçon, Robert ne met pas beaucoup de temps à rencontrer une nouvelle femme, Calletta Callie Craft, de dix ans son aînée, qu'il épouse secrètement en mai 1931. Callie idolâtre Robert et restant au foyer, s'occupe de leur maisonnée. Robert a tout son temps pour travailler la musique avec Ike. Le samedi soir, il court les tavernes, parfois accompagné de Callie, pour jouer toute la nuit. Il commence alors à obtenir une certaine reconnaissance en tant que musicien et se fait un nom sous les initiales de « R.L. », pour « Robert Lonnie », du nom d'un musicien plus célèbre appelé Lonnie Johnson.
Robert revient finalement à Robinsonville, deux ans après l'avoir quittée. Son House, émerveillé par les progrès réalisés par le guitariste, se dit maintenant dépassé par son talent. À une époque à laquelle le vaudou est encore très vivace dans la communauté noire du Mississippi, le constat de ces progrès stupéfiants va être relié à un possible « pacte avec le diable ».
Robert Johnson en profite pour réunir un soir quelques amis au coin d'un bois et leur raconter ce qui va devenir sa légende : un soir très sombre, alors qu'il se promenait dans les alentours de Clarksdale dans le Mississippi, ayant perdu son chemin, il s'est arrêté à un carrefour (crossroads , « routes en croix » ou « croisée des chemins » en anglais). Comme il commençait à s'endormir, une brise fraîche l'a réveillé. Il a alors vu au-dessus de lui une ombre immense portant un long chapeau. Effrayé et ne pouvant identifier qui était cette apparition, Johnson resta comme paralysé. Sans un mot, l'apparition se pencha sur lui, prit sa guitare, l'accorda, et joua quelques notes divines avant de lui rendre l'instrument et de disparaître dans le vent noir du Sud.
En réalité, cette légende pourrait provenir d'un autre bluesman, Tommy Johnson, qui prétendait avoir « vendu son âme au diable », un soir, à une croisée de chemins (crossroads) contre sa virtuosité à la guitare. Robert Johnson aurait repris cette histoire et se la serait adaptée, à moins que, Tommy et lui portant le même patronyme de Johnson, elle ne lui ait été attribuée à lui aussi.
Dans le vaudou ravivé dans les États du Sud par les esclaves des planteurs de Saint-Domingue qui avaient fui la révolution haïtienne avec eux, il existe un Lwa (esprit) nommé Legba ou Papa Legba (d'origine Fon du Dahomey) dont le nom le plus connu est « Maître carrefour ». Esprit de la destinée, il a été identifié au diable par les missionnaires chrétiens.

### Sa carrière de bluesman

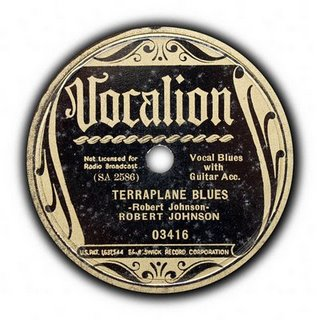
Robert Johnson : Terraplane Blues, 1936 (Info)

Robinsonville est essentiellement une ville de paysans, et Robert ne souhaite pas travailler dans les champs. Il décide donc de partir sur les routes pour mener sa vie de musicien. Il voyage dans tout ce qu'on appelle en américain le Delta du Mississippi (qui n'est pas le delta de l'embouchure du fleuve mais une région plus au Nord entre le fleuve et la rivière Yazoo) et finit par s'établir (bien que n'arrêtant jamais de voyager) à Helena en Arkansas, chez Estella Coleman, l'une de ses maîtresses. Robert prend sous son aile le fils d'Estella, lui aussi musicien, qui porte le même prénom que lui, Robert Lockwood Jr., et l'aide à améliorer son jeu.
Helena est une ville très riche musicalement. Robert y côtoie Sonny Boy Williamson II, Robert Nighthawk, Elmore James, Howlin' Wolf ou encore Johnny Shines, avec qui il s'associe un moment. Johnny Shines dira, sur cette période : « On était sur la route des jours et des jours, sans argent, et parfois sans nourriture, cherchant un endroit décent pour passer la nuit. On jouait dans des rues poussiéreuses et des bars crasseux, et tandis que j'étais à bout de souffle et me voyais vivre comme un chien, Robert était tout propre, comme s'il sortait d'une église le dimanche ! »
Vers le milieu des années 1930, Robert Johnson est musicien professionnel depuis plusieurs années. Il jouit d'une certaine notoriété dans la région et souhaite enregistrer des disques comme ses maîtres Willie Brown, Son House et Charley Patton. Il auditionne pour H. C. Speir dans le magasin de musique de celui-ci à Jackson. Speir le met en contact avec Ernie Oertle, un vendeur de l'American Record Corporation (ARC), qui le présente à son tour au producteur Don Law lequel produit une première session d'enregistrement à San Antonio, Texas. Cette première session, qui commence le 23 novembre 1936 et s'étale sur trois jours (les 23, 26, et 27 novembre), est produite pour le label Vocalion Records (du groupe ARC) dans une chambre du Gunter Hotel. Seize titres sont enregistrés dont Cross Road Blues, Sweet Home Chicago, et Terraplane Blues, le premier de ses singles qui devient rapidement un succès avec 5 000 exemplaires vendus. Une autre session d'enregistrement de deux jours, les 19 et 20 juin 1937 à Dallas, également réalisée par Don Law, lui permettra d'enregistrer treize titres, dont Me and the Devil Blues, Love in Vain (repris en 1969 par les Rolling Stones) et Traveling Riverside Blues (qui sera repris par Led Zeppelin).
Au total, Johnson enregistre vingt-neuf titres, avec plusieurs variantes de chaque morceau.
Le producteur John Hammond projette d'engager Robert Johnson pour le produire aux côtés de Count Basie, Meade Lux Lewis ou Rosetta Tharpe sur la scène du Carnegie Hall à New York, lors de la grande soirée de concert en hommage à Bessie Smith, baptisée From Spirituals to Swing, programmée pour le 23 décembre 1938. Malheureusement, Johnson meurt dans l'intervalle. Big Bill Broonzy et Sonny Terry sont choisis pour représenter le blues à sa place.

### Sa mort
Robert meurt le 16 août 1938 dans des circonstances mystérieuses. Après un concert dans un bar de Greenwood (Mississippi) se sentant mal, il est emmené chez un ami. Certains pensent qu'il a été empoisonné par un mari jaloux. D'autres qu'il a succombé à la syphilis ou à une pneumonie (pathologie pour laquelle il n'existait aucun traitement à l'époque), voire à l'action combinée des trois. Les versions sont aussi vraisemblables les unes que les autres, compte tenu de ce que l'on sait de la vie de ce bluesman légendaire. Sonny Boy Williamson racontera que Robert Johnson aurait consommé une bouteille de whisky empoisonnée à la strychnine offerte par le tenancier d'un bar jaloux de le voir courtiser sa femme. Le bluesman aurait agonisé trois jours avant de mourir. Cette version est contestée, comme de nombreux faits de sa vie. Robert Johnson est le premier du Club des 27, la série d'artistes « maudits » morts à l'âge de 27 ans. Quatre ans plus tard, un cyclone ravagera les lieux de sa mort.[réf. nécessaire]
Sur son certificat de décès, sous « cause de la mort » on trouve la mention « no doctor » (« pas de docteur », sans doute dans le sens de « pas de cause établie »).

#### Sépulture
L'emplacement exact de la tombe de Robert Johnson n'est pas connu officiellement ; trois cénotaphes différents sont érigés sur des sites possibles, dans des cimetières d'églises situés à l'extérieur de Greenwood.
- Les recherches menées dans les années 1980 et 1990 suggèrent fortement que Johnson est enterré dans le cimetière de l'église baptiste missionnaire du Mont Zion près de Morgan City, Mississippi, non loin de Greenwood, dans une tombe anonyme. Un cénotaphe en forme de petit obélisque, comportant un portrait, une épitaphe rédigée par Peter Guralnick et la liste des titres de chansons de Johnson, est placé à cet endroit en 1990, financé par Columbia Records et de nombreuses contributions effectuées par le biais du Fonds commémoratif du Mont Zion.
- En 1990, une petite stèle avec l'épitaphe « Resting in the Blues » est placée dans le cimetière de Payne Chapel, près de Quito, Mississippi, par un groupe de rock d'Atlanta nommé les Tombstones, après avoir vu dans le magazine Living Blues la photographie d'un endroit anonyme mentionné par l'une de ses ex-petites amies comme étant le lieu d'inhumation de Robert Johnson [8].
- Des recherches plus récentes de Stephen C. LaVere (notamment des déclarations de Rosie Eskridge, l'épouse du fossoyeur supposé, en 2000)[9] indiqueraient que l'emplacement de la tombe se trouve sous un gros pacanier dans le cimetière de la Little Zion Church, au nord de Greenwood, le long de Money Road. Sur cette base, Sony Music a placé un cénotaphe sur ce site, qui porte les noms de LaVere et de Johnson.

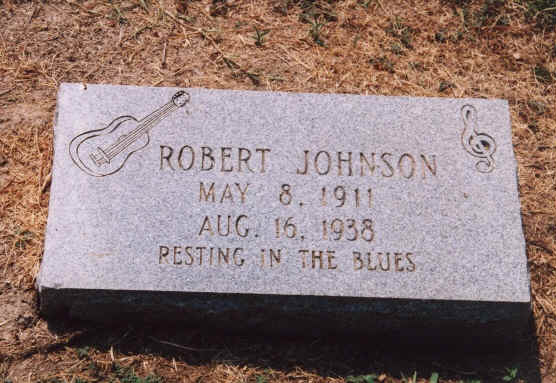
Cénotaphe de Robert Johnson dans le cimetière de Payne Chapel.
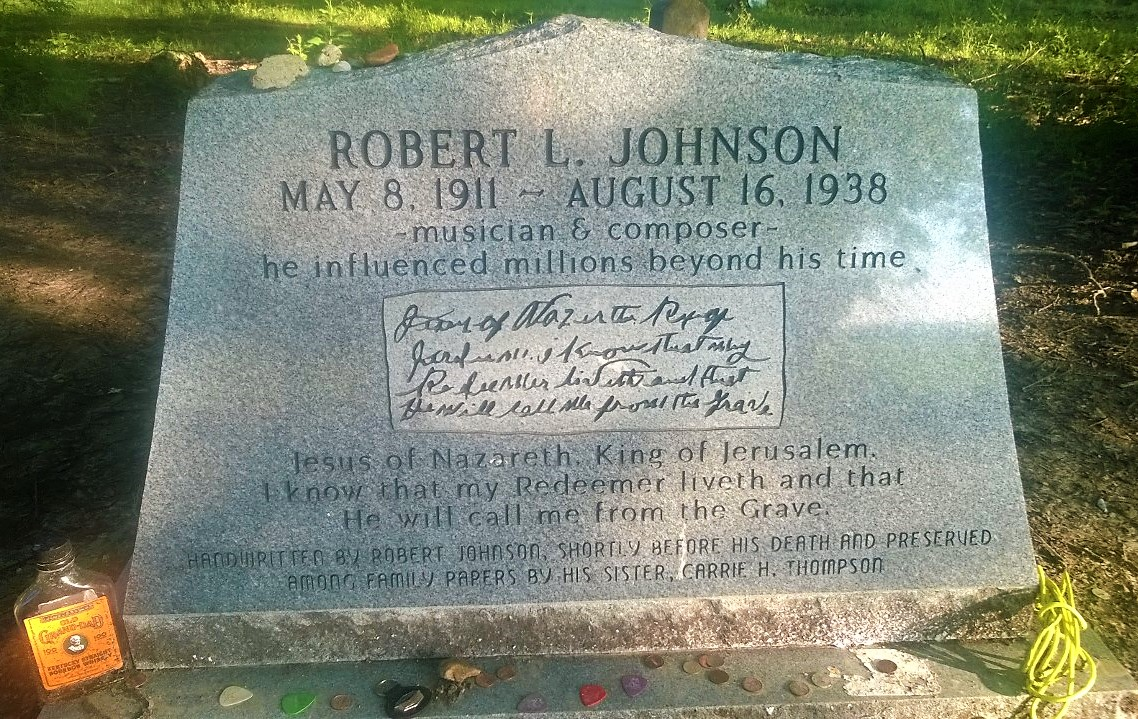
Cénotaphe de Robert Johnson dans le cimetière de Little Zion Church.
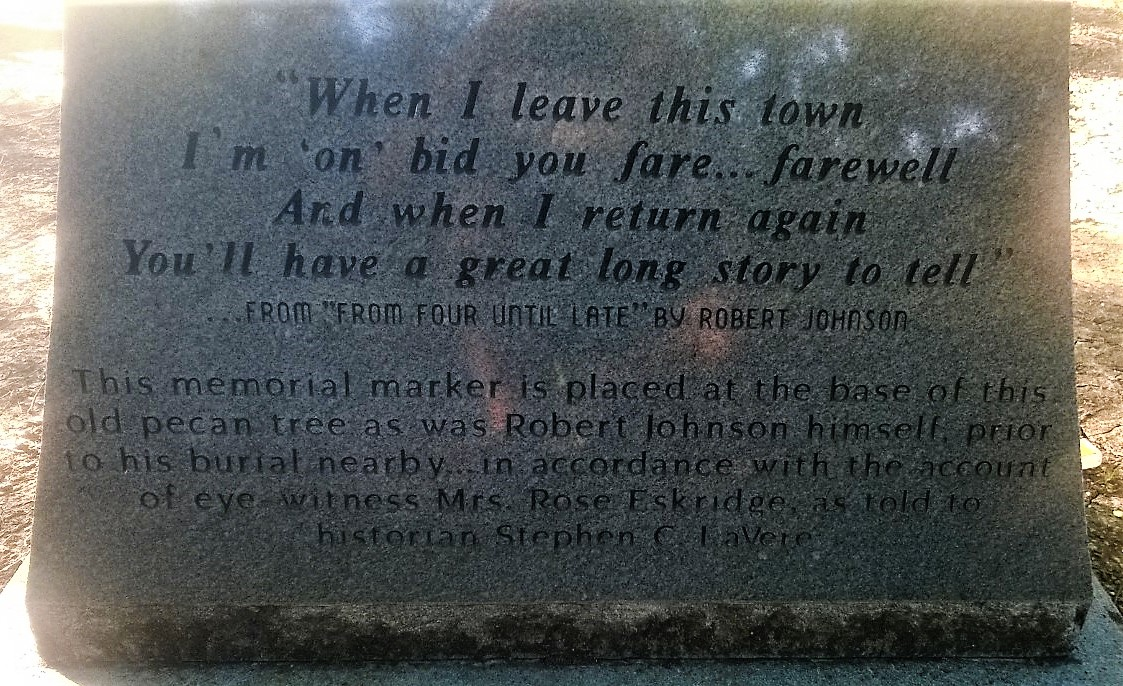
Inscription au dos du cénotaphe de Little Zion Church.

John Hammond, Jr., dans le documentaire The Search for Robert Johnson (1991), suggère qu'en raison de sa pauvreté et du manque de moyens de transport, Robert Johnson a probablement été enterré dans la tombe d'un nécessiteux (ou une fosse commune) tout près de l'endroit où il est décédé.

## Musique

### Style
Le jeu de guitare adroit et véloce de Johnson présente une certaine originalité, comme l'utilisation des cordes basses pour créer un rythme entraînant, comme sur la chanson Sweet Home Chicago, et utilise beaucoup les accords ouverts. Il est le premier guitariste connu pour avoir utilisé la ligne de basse typique du boogie-woogie. Par ailleurs, sa voix était également étonnamment haute.
Les influences de Johnson sont principalement à chercher du côté de Son House, notamment dans son utilisation du bottleneck, mais aussi de Skip James ou Lonnie Johnson.
Johnson est fréquemment cité comme « the greatest blues singer of all time » (« le meilleur chanteur de blues de tous les temps »), cependant beaucoup d'auditeurs restent déçus à la première écoute de ses morceaux. Cette réaction peut être due à une relative méconnaissance de l'émotion brute et de la forme épurée du Delta blues ou, tout simplement, à cause de la qualité de l'enregistrement médiocre comparée aux standards de production actuels.

### Héritage
Durant sa courte carrière, il aura laissé 29 titres enregistrés, trois photographies (après qu'une seule eut été diffusée, Le Figaro Magazine notant : « Longtemps, il n’existait, comme pour Rimbaud, qu’une seule photo de lui, en costume rayé et feutre mou ») et trois tombes. Sa vie, sa musique et sa mort en ont fait une légende pour plusieurs générations de bluesmen et de rockers.
La parution, en 1961, de l'album King of the Delta Blues Singers par Columbia Records, qui a acquis les enregistrements  de Johnson lors du rachat d'ARC en 1938, permet à toute une génération de musiciens blancs, dont Johnny Winter, Bob Dylan, Eric Clapton ou les membres des Rolling Stones Brian Jones et Keith Richards, de découvrir sa musique.
Robert Johnson laisse à la musique des morceaux emblématiques tels que Sweet Home Chicago (repris par les Blues Brothers), Travelling Riverside Blues (repris par Led Zeppelin), Love in Vain (repris par les Rolling Stones), Walkin' Blues, Malted Milk (repris par Eric Clapton sur l'album Unplugged) ainsi que Come on in My Kitchen (repris par Allman Brothers Band, Eric Clapton sur l'album Me and Mr Johnson, Keb Mo sur l'album Keb' Mo', Bob Brozman sur l'album A Truckload of Blues, Joël Daydé sur l'album Spleen Blues et Johnny Winter en Live), Crossroads (repris par Cream, Lynyrd Skynyrd), They're Red Hot (repris par les Red Hot Chili Peppers et Hugh Laurie sur l'album Let Them talk), Stop Breakin' Down Blues (repris par The White Stripes, les Rolling Stones et Aynsley Lister), Terraplane blues (repris par Foghat sur l'album Fool for the City), etc.
Plusieurs albums lui sont entièrement dédiés. En 1982, Robert Lockwood Jr. publie l'album Robert Lockwood plays Robert & Robert, comprenant des reprises de Johnson et des compositions personnelles. L'album Hellhound on My Trail: Songs of Robert Johnson en 2001 réunit différents artistes tels que Taj Mahal, Clarence Gatemouth Brown ou Joe Louis Walker.
Eric Clapton lui a aussi consacré deux albums entiers de reprises en 2004 : Me and Mr. Johnson (en référence à la chanson de Johnson Me and the Devil) et Sessions for Robert J. Peter Green a fait de même avec l'album The Robert Johnson Songbook (en) en 1998, tout comme John Hammond avec At the Crossroads: the blues of Robert Johnson (2003), Pyeng Threadgill avec Sweet Home: the Music of Robert Johnson (2004), Rory Block avec The Lady and Mr. Johnson (2006) et Todd Rundgren avec Todd Rundgren's Johnson (2011). En 2008, la réédition « Collector's Edition » de l'album Stars de Simply Red contient en bonus 4 reprises, nommées « Robert Johnson Sessions ».
Le chanteur français Francis Cabrel cite Robert Johnson comme une de ses références musicales dans les chansons Cent ans de plus et Hell Nep Avenue de l'album Hors-saison (1999). En 2010, le groupe Red Cardell nomme Robert Johnson la première chanson de son album Soleil blanc.
Robert Johnson est intronisé au Blues Hall of Fame lors de sa création en 1980. Ses trois albums et six de ses enregistrements sont également nommés dans la catégorie Classic of Blues Recording. En 1986, il fait son entrée au Rock and Roll Hall of Fame dans la catégorie Early influence. En 2003, il est élu cinquième dans le classement des 100 plus grands guitaristes de tous les temps par le magazine américain Rolling Stone.
Le double-CD The Complete Recordings reçoit le Grammy Award du « Meilleur album historique » en 1990 et les chansons Crossraod Blues et Sweet Home Chicago reçoivent chacune un Grammy Hall of Fame Award, respectivement en 1998 et en 2014. La reprise de Crossroads par Cream est 409e du classement des 500 plus grandes chansons de tous les temps selon le magazine Rolling Stone. Crossroads Blues, Hell Hound on My Trail, Love in Vain et Sweet Home Chicago figurent dans la liste des « 500 chansons qui ont façonné le rock and roll » (500 Songs That Shaped Rock and Roll) du Rock and Roll Hall of Fame.

### Citation

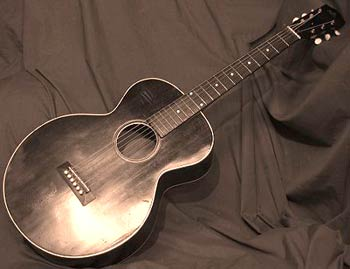
Guitare Gibson de Robert Johnson.

Keith Richards a raconté cette anecdote dans une interview au magazine Rolling Stone : lorsqu'il entend pour la première fois un disque de Robert Johnson, en 1962, chez Brian Jones, il lui demande « Qui est-ce ? » Jones répond que c'est Robert Johnson, un obscur chanteur/guitariste de blues. Richards insiste : « Non, je veux dire, qui est cet autre type qui joue de la guitare avec lui ? » Jones lui dit que c'est Johnson lui-même. Il n'y a pas de second guitariste. Keith, très impressionné, s'exclame : « ce type doit avoir deux cerveaux ! »

## Enregistrements

### Albums
- 2015 : Intégrale[23] restaurée superbement, et remasterisée par DOXY.

- 1996 : La totalité des enregistrements que l'on a pu récupérer de Robert Johnson, y-compris les inédits, sort sur un double CD : Robert Johnson - The Complete Recordings. Collection Roots N'Blues - CBS (1990) et Sony Music Entertainment (1996)
- 1961 et 1970, Columbia publie deux compilations contenant 16 titres chacune :
  - King of the Delta Blues Singers, 1961 (réédité en 1998)
  - King of the Delta Blues Singers, Vol. II, 1970

Autres :
- Robert Johnson: Complete Masters: 100th Birthday Box Set - Columbia / Legacy (2011)
- Century Of The Blues - Martin Scorsese Presents… Robert Johnson - Sony Music (2004)
- Robert Johnson: The R.L. Spencer Legacy - Circon Bleu (France, 2001)

### Singles
Les disques originaux de Robert Johnson sont parus en 78 tours sur Vocalion Records. Les titres notés d'un astérisque ont également fait l'objet d'une édition sur d'autres labels tels que Conqueror, Perfect et Romeo (à seulement quelques dizaines ou centaines d'exemplaires).
| Numéro Vocalion | Face A                       | Date d'enregistrement | Face B                                | Date d'enregistrement | Date de parution  | Notes  |
| --------------- | ---------------------------- | --------------------- | ------------------------------------- | --------------------- | ----------------- | ------ |
| 03416 *         | Terraplane Blues             | 23/11/1936            | Kind Hearted Woman Blues              | 23/11/1936            | 4 janvier 1937    | [ 25 ] |
| 03445           | 32-20 Blues                  | 26/11/1936            | Last Fair Deal Gone Down              | 27/11/1936            | 10 février 1937   | [ 26 ] |
| 03475 *         | I Believe I'll Dust My Broom | 23/11/1936            | Dead Shrimp Blues                     | 27/11/1936            | 10 mars 1937      | [ 27 ] |
| 03519 *         | Cross Road Blues             | 27/11/1936            | Ramblin' on My Mind                   | 23/11/1936            | 20 mars 1937      | [ 28 ] |
| 03563           | Come On in My Kitchen        | 23/11/1936            | They're Red Hot                       | 27/11/1936            | 1er juin 1937     | [ 29 ] |
| 03601           | Sweet Home Chicago           | 23/11/1936            | Walkin' Blues                         | 27/11/1936            | juillet 1937      | [ 30 ] |
| 03623 *         | Hell Hound on My Trail       | 20/06/1937            | From Four Until Late                  | 19/06/1937            | 1er août 1937     | [ 31 ] |
| 03665 *         | Milkcow's Calf Blues         | 20/06/1937            | Malted Milk                           | 20/06/1937            | 15 septembre 1937 | [ 32 ] |
| 03723           | Stones in My Passway         | 19/06/1937            | I'm a Steady Rollin' Man              | 19/06/1937            | 15 novembre 1937  | [ 33 ] |
| 04002           | Stop Breakin' Down Blues     | 20/06/1937            | Honeymoon Blues                       | 20/06/1937            | 20 mars 1938      | [ 34 ] |
| 04108           | Me and the Devil Blues       | 20/06/1937            | Little Queen of Spades                | 20/06/1937            | mai 1938          | [ 35 ] |
| 04630           | Love in Vain Blues           | 20/06/1937            | Preachin' Blues (Up Jumped The Devil) | 27/11/1936            | 9 février 1939    | [ 36 ] |

Un pressage de Phonograph Blues est effectué par Columbia à la fin des années 1950, mais le single ne sera jamais édité.

## Chansons

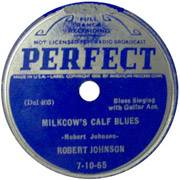
Robert Johnson : Milkcow’s Calf Blues, 1936 (Info)

Robert Johnson a enregistré en tout et pour tout 29 chansons, lors de deux sessions, en novembre 1936 et en juin 1937. Certaines chansons ont été jouées deux fois, ce qui fait un total de quarante-deux enregistrements.
- 23 novembre 1936, San Antonio
  - Kind Hearted Woman Blues (deux versions)
  - I Believe I'll Dust My Broom
  - Sweet Home Chicago
  - Ramblin' on My Mind (deux versions)
  - When You Got a Good Friend (deux versions)
  - Come on in My Kitchen (deux versions)
  - Terraplane Blues
  - Phonograph Blues (deux versions)
- 26 novembre 1936, San Antonio
  - 32-20 Blues
- 27 novembre 1936, San Antonio
  - They're Red Hot
  - Dead Shrimp Blues
  - Cross Road Blues (deux versions)
  - Walkin' Blues
  - Last Fair Deal Gone Down
  - Preachin' Blues (Up Jumped The Devil)
  - If I Had Possession Over Judgment Day
- 19 juin 1937, Dallas
  - Stones in My Passway
  - I'm a Steady Rollin' Man
  - From Four Till Late
- 20 juin 1937, Dallas
  - Hellhound on My Trail
  - Little Queen of Spades (deux versions)
  - Malted Milk
  - Drunken Hearted Man (deux versions)
  - Me and the Devil Blues (deux versions)
  - Stop Breakin' Down Blues (deux versions)
  - Traveling Riverside Blues (deux versions)
  - Honeymoon Blues
  - Love in Vain (deux versions)
  - Milk Cow's Calf Blues (deux versions)

Une légende dit qu'il aurait écrit une 30e chanson, mais que le diable l'a gardée pour lui… Toutefois, ce morceau, Mister Downchild, qu'il n'a pas eu le temps d'enregistrer, a été repris par Sonny Boy Williamson.

## Robert Johnson dans la culture populaire
- En 2021, l'écrivain Hervé Gagnon publie chez Hugo et cie un roman intitulé Crossroads. La dernière chanson de Robert Johnson dans lequel il revisite la légende du pacte que Johnson aurait conclu avec le diable[39].
- Une série manga, Me and the Devil Blues, raconte sa vie de manière assez libre (dans l'histoire, il vend véritablement son âme au diable). Un autre manga, 20th Century Boy (en référence à la chanson des années 1970 du groupe britannique T. Rex, le rock étant un thème important dans la série), fait référence à la légende du diable et sa rencontre avec Robert Johnson. Cela sert d'introduction au chapitre 2 du tome 10 français.
- Crossroads, un film américain de Walter Hill (1986), évoque Robert Johnson à travers un jeune guitariste blanc qui cherche la « légendaire » 30e chanson du bluesman.
- Beaucoup ont pensé que le personnage de Tommy Johnson, dans le film O'Brother, de Joel et Ethan Coen, se réfère à lui. Il semblerait, cependant, qu'il se réfère au véritable Tommy Johnson.
- Robert Johnson fut aussi utilisé comme personnage emblématique par les militants antipub du métro de Paris, à l'automne 2003, qui en firent une icône de leur lutte. Ils signaient « Bien à vous, Robert Johnson »[40].
- Le scénariste de la série Supernatural s'est longuement inspiré de la légende de Robert Johnson et du diable ; le carrefour en question est le sujet central de l'épisode Crossroad Blues (saison 2, épisode 8) où il est question d'un jeune musicien noir cherchant à devenir le meilleur bluesman de sa génération. À plusieurs reprises, au long des épisodes, divers personnages de la série se rendront à cet endroit afin de rencontrer une envoyée de l'Enfer pour passer un pacte.
- Robert Johnson apparaît et détient un rôle majeur dans Le Cimetière du Diable, le troisième tome de la série Bourbon Kid par un auteur anonyme. Il apparaît brièvement, également, à la fin du quatrième tome, Le Livre de la mort, sous le nom du personnage Jacko. On le retrouve également dans le septième tome, Bourbon Kid, tantôt sous le nom de Jacko, tantôt sous son nom de bluesman, puis dans le huitième tome, Que le diable l'emporte, où il est présenté comme « le meilleur guitariste que la Terre ait connu » et enfin dans le neuvième tome, Santa Mondega, encore une fois sous les traits du personnage de Jacko qui trouve la mort dans ce roman. Il réapparaît néanmoins dans le dixième tome, Kill the Rich!, en tant que responsable du Purgatoire et de l'Enfer.
- Robert Johnson, sa guitare et son « pacte avec le diable » sont au point de départ du roman de Sherman Alexie, Indian Blues (1995), dans lequel de jeunes Indiens héritent de la fameuse guitare maudite et où le fantôme ou l'esprit de Robert Johnson finira par se mettre à l'harmonica.
- Love in Vain, de Mezzo et Jean-Michel Dupont (éditions Glénat), raconte la vie de Robert Johnson en bande dessinée[41].
- Dans la chanson I Killed Robert Johnson, le groupe The Stone Foxes parle de sa mort en se mettant dans la peau du présumé tueur, le tenancier du bar.
- Il apparaît dans le sixième épisode Le Roi du blues (The King of the Delta Blues) de la seconde saison de la série télévisée Timeless, où les héros doivent s'assurer que ses enregistrements de novembre 1936 se déroulent effectivement. En effet, s'ils étaient empêché, toute la contre-culture américaine disparaîtrait.
- Dans la bande dessinée Le Rêve de Meteor Slim, de Frantz Duchazeau, Edward Ray Cochran quitte sa femme enceinte, sa maison et son boulot pour partir sur les routes du Mississippi, en 1935, avec sa guitare à la main. Il rencontre la légende du blues, Robert Johnson, qui va l'aider à devenir Meteor Slim, un grand musicien.
- Il est l'un des personnages du roman Moi et ce diable de blues[42] de Richard Tabbi et Ludovic Lavaissière, publié aux Éditions du Riez en 2012.
- Delta Blues Café est une BD rendant hommage au Blues du Delta, celui de Robert Johnson et des nombreux musiciens noirs des abords du Mississippi. Paru en 2024, par Charlot et Mira, publié aux Editions Bamboo.